# 하비 클락

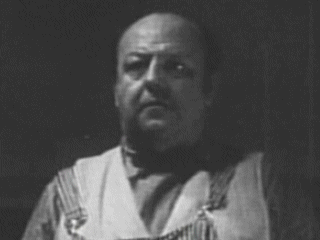

하비 클라크(Harvey Clark, 1885년 10월 4일 ~ 1938년 7월 19일)은 미국의 배우이다.
첼시에서 태어났으며 할리우드에서 사망하였다. 사인은 심근 경색이다.

## 영화
- 내가 법이다 (1938년)
- 분노 (1936년)
- 노라 모란의 원죄 (1933년)
- 빨간 머리 여자 (1932년)
- 교도소로 가다 (1930년)
- 스포팅 찬스 (1919년)